# レリエル
レリエル (Leliel) は、『エノク書』に登場する夜の天使の1人で、その名は、「神の夜」を意味する。懐妊を司る天使ライラ (Lailah)（ライリエル、ライラヘル）ともされる。『ゾーハル』では出産を見守り、守護する女性的な天使であり、子供が生まれるとその子の運命を予言するという。しかし、ユダヤの伝承では男性的な天使とされることもあり、預言者アブラハムを助けて王たちと戦ったといわれる。また、夜を司ることからしばしば悪魔的な存在とみなされることもある。